# میخائیل زوشینکا
میخائیل میخایلُویچ زُشینکا (روسی: Михаи́л Миха́йлович Зо́щенко؛ (۱۰ اوت ۱۸۹۵– ۲۲ ژوئیهٔ ۱۹۵۸) نویسنده و نمایشنامه‌نویس روسی بود.

## زندگی
میخائیل زُشینکا در سن پترزبورگ روسیه به دنیا آمد. پدرش اوکراینی و مادرش روسی بود. برای تحصیل در رشته حقوق به دانشگاه سن پترزبورگ رفت ولی به علت مشکلات مالی نتوانست درس خود را به پایان برساند. در دوران جنگ جهانی اول در ارتش روسیه خدمت کرد و چندین بار نیز مجروح شد. در دهه ۱۹۲۰ به عنوان طنزپرداز محبوبیت خاصی به دست آورد اما پس از انتقاد از ژدانف و برنامه‌هایش و اخراج از اتحادیه نویسندگان و عدم امکان چاپ نوشته‌هایش مابقی عمر را در فقر زندگی کرد.

سبک نوشتاری زشینکا ساده و نزدیک به زبان محاوره جامعه است. او خودش معتقد بود که جملاتش بسیار کوتاه و برای فقرا قابل لمس است و به خاطر همین است که خوانندگان زیادی دارد.
از آثار او می‌توان «طالع نحس» نام برد.
میخائیل زُشینکا در تاریخ ۲۲ ژوئیه ۱۹۵۸ درگذشت.